# Rattus tiomanicus
Rattus tiomanicus és una espècie de mamífer rosegador de la família dels múrids que viu a Indonèsia, Malàisia, les Filipines i Tailàndia. El seu nom específic, tiomanicus, significa 'de Tioman' en llatí.